# Františkovy Lázně
Františkovy Lázně ([ˈfraɲcɪʃkovɪ ˈlaːzɲɛ] ⓘ; tiếng Đức: Franzensbad) là một thị trấn spa với dân số khoảng 5.400 người nằm ở huyện Cheb, vùng Karlovarský, Cộng hòa Séc. Cùng với Karlovy Vary và Mariánské Lázně, Františkovy Lázně tạo thành Tam giác spa ở Tây Bohemia. Trung tâm thị trấn được bảo tồn tốt và từ năm 1992 đã được bảo vệ như một di tích đô thị. Năm 2021, thị trấn được UNESCO công nhận là Di sản thế giới như là một phần của "Các thị trấn Spa lớn của châu Âu" nhờ các suối tự nhiên của nó và bằng chứng kiến trúc của nó cho thấy sự phổ biến của các thị trấn spa trên khắp châu Âu trong thế kỷ 18 đến thế kỷ 20.

## Phân cấp hành chính
Thị trấn bao gồm các đơn vị hành chính gồm Aleje-Zátiší, Dlouhé Mosty, Dolní Lomany, Horní Lomany, Krapice, Slatina và Žírovice.

## Địa lý
Thị trấn nằm ở vùng Egerland gần biên giới với Đức. Nó nằm ở lưu vực sông Ohře, phía bắc thủ phủ Cheb.

## Lịch sử
Bác sĩ Georgius Agricola (1494–1555) đã đề cập đến loại nước khoáng dành cho người dân Cheb.